# Mareca strepera

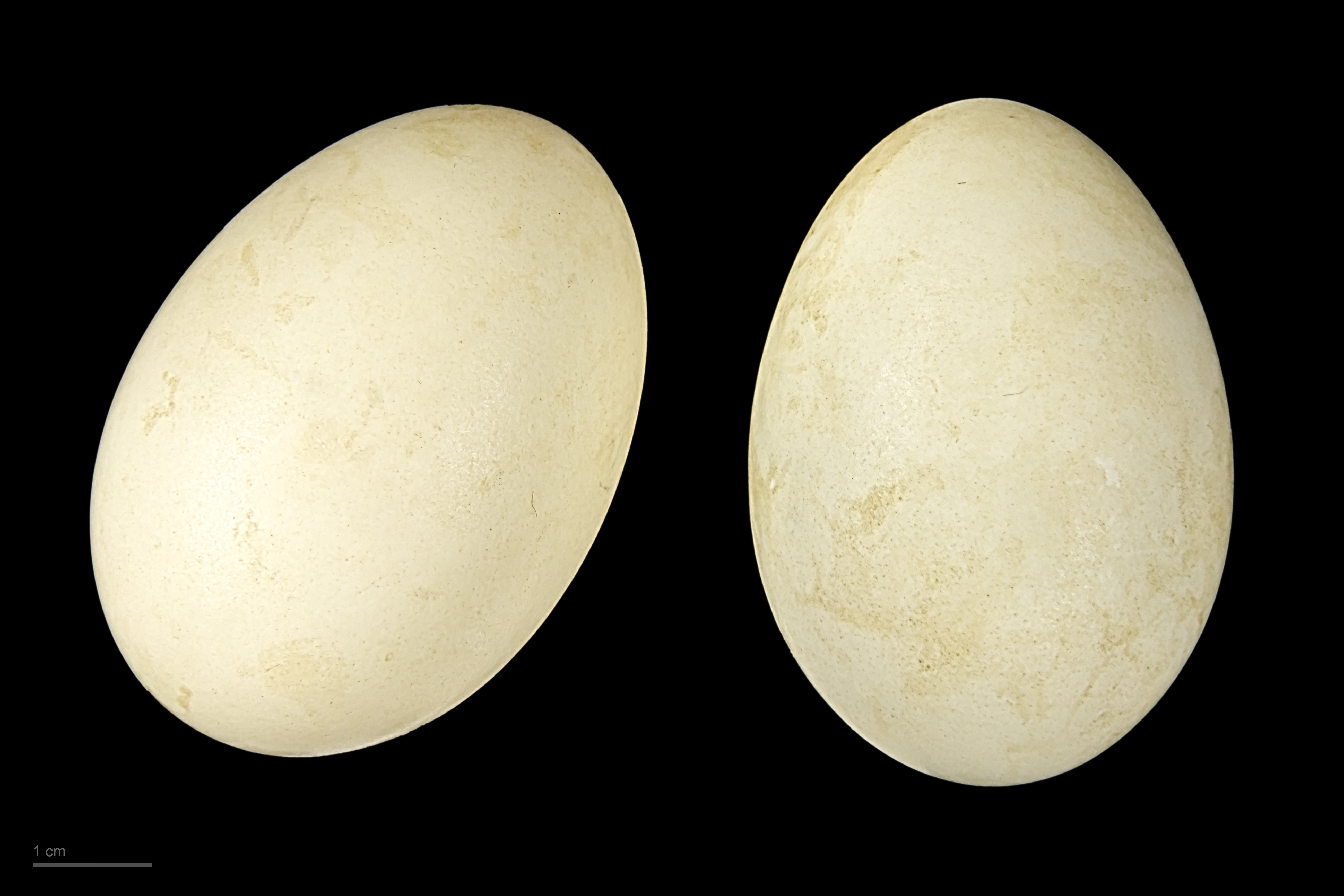
Mareca strepera

La canapiglia (Mareca strepera (Linnaeus, 1758)) è un uccello anseriforme della famiglia degli Anatidi.

## Descrizione
È un'anatra di superficie con caratteristico specchio alare bianco e nero. Il maschio è grigio scuro fittamente striato, la femmina bruna macchiata di nero, simile al giovane. Il becco del maschio è scuro, più chiaro quello della femmina, le zampe sono giallo arancio. La lunghezza totale è di 46–56 cm e l'apertura alare di 84–95 cm. Pesa 470-1300 g.

## Distribuzione e habitat
Specie migratrice e stanziale, diffusa in Eurasia e Nordamerica, in Europa evidenzia una distribuzione puntiforme, soprattutto nelle parti sudoccidentali. In Italia nidifica con una popolazione di 20-50 coppie, mentre è più comune come svernante, con 4000-5500 individui censiti annualmente.
Frequenta zone umide d'acqua dolce e salmastra, come paludi, stagni, laghi, lagune ecc., purché ricoperte da adeguata vegetazione emergente. Si osserva raramente in mare.

## Biologia

### Comportamento
Di abitudini gregarie, la canapiglia non forma però gruppi molto numerosi. Poco rumorosa, emette richiami simili a quelli del germano reale.

### Alimentazione
Si ciba di sostanze vegetali, invertebrati e piccoli vertebrati, come anfibi e pesci.

### Riproduzione
Tra aprile e giugno di solito depone, in un nido ben celato tra la bassa vegetazione, 8-12 uova bianco-rosate, alla cui incubazione provvede la femmina per 24-26 giorni. I piccoli possono abbandonare il nido subito dopo la nascita, ma divengono atti al volo a 45-50 giorni di età. Depone una covata annua.

## Conservazione
In molti Paesi dell'Europa orientale la canapiglia è in forte diminuzione a causa di bonifiche, disturbi antropici e modificazioni ambientali.

## Galleria d'immagini

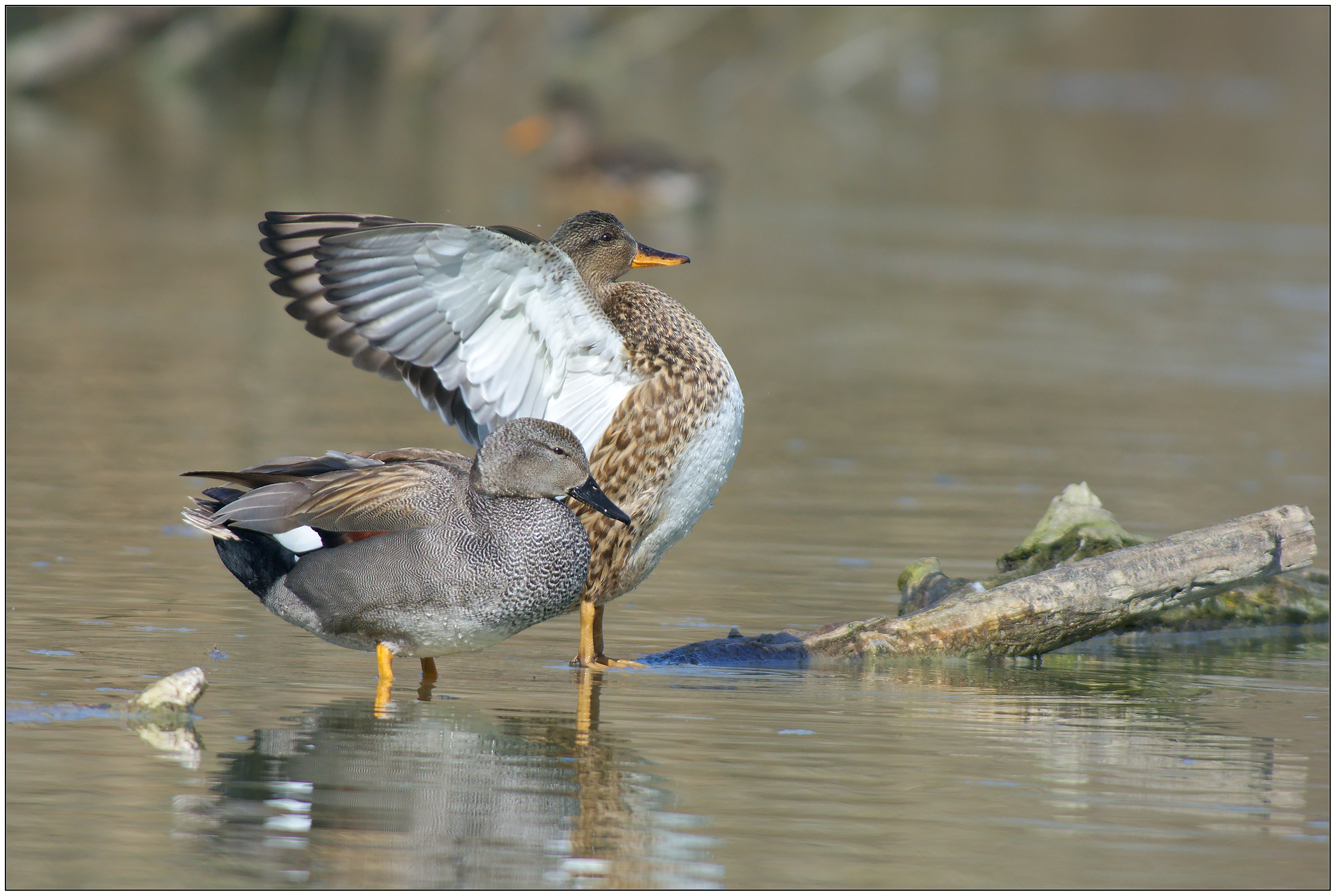